# 斯庫爾克拉夫特鎮區 (密歇根州)
斯庫爾克拉夫特鎮區（英語：Schoolcraft Township）是位於美國密歇根州霍頓縣的一個行政鎮區。

## 地方資料
斯庫爾克拉夫特鎮區的面積為105.60平方千米，當中陸地面積為103.80平方千米，而水域面積為1.80平方千米。根據2020年美國人口普查的數據，當地共有人口1992人，而人口密度為每平方千米18.86人。